# Campionati europei di atletica leggera 2016 - Salto con l'asta maschile
Il salto con l'asta maschile ai Campionati europei di atletica leggera 2016 si è svolto tra il 6 e l'8 luglio 2016.

## Record
Prima di questa competizione, il record del mondo (RM), il record europeo (EU) ed il record dei campionati (RC) sono i seguenti:
| Record                | Prestazione | Atleta                    | Data                               | Competizione            |
| --------------------- | ----------- | ------------------------- | ---------------------------------- | ----------------------- |
| Record mondiale       | 6,16 m      | Renaud Lavillenie Francia | 15 febbraio 2014 Donec'k, Ucraina  |                         |
| Record europeo        | 6,16 m      | Renaud Lavillenie Francia | 15 febbraio 2014 Donec'k, Ucraina  |                         |
| Record dei campionati | 6,00 m      | Rodion Gataullin Russia   | 11 agosto 1994 Helsinki, Finlandia | Campionati europei 1994 |

## Programma
| Data          | Ora   | Turno          |
| ------------- | ----- | -------------- |
| 6 luglio 2016 | 17:50 | Qualificazioni |
| 8 luglio 2016 | 18:40 | Finale         |

## Risultati

### Qualificazioni
Si qualificano alla finale gli atleti che saltano 4,65 m (Q) o le dodici migliori misure (q).
| Pos. | Gruppo | Nome                   | Nazionalità | 5.15 | 5.35 | 5.50 | 5.60 | Misura | Note |
| ---- | ------ | ---------------------- | ----------- | ---- | ---- | ---- | ---- | ------ | ---- |
| 1    | A      | Renaud Lavillenie      | Francia     | -    | -    | -    | o    | 5,60 m | q    |
| 2    | A      | Mareks Arents          | Lettonia    | o    | o    | o    | -    | 5,50 m | q    |
| 2    | A      | Konstadínos Filippídis | Grecia      | -    | o    | o    | -    | 5,50 m | q    |
| 2    | A      | Stanley Joseph         | Francia     | -    | o    | o    | -    | 5,50 m | q    |
| 2    | A      | Robert Sobera          | Polonia     | -    | o    | o    | -    | 5,50 m | q    |
| 6    | B      | Ivan Horvat            | Croazia     | -    | o    | xo   | -    | 5,50 m | q    |
| 6    | A      | Robert Renner          | Slovenia    | -    | o    | xo   | -    | 5,50 m | q    |
| 6    | B      | Adrián Vallés          | Spagna      | o    | o    | xo   | -    | 5,50 m | q    |
| 9    | B      | Kévin Menaldo          | Francia     | -    | xo   | xo   | -    | 5,50 m | q    |
| 9    | B      | Melker Svärd Jacobsson | Svezia      | -    | xo   | xo   | x-   | 5,50 m | q    |
| 11   | B      | Arnaud Art             | Belgio      | -    | o    | xxo  | -    | 5,50 m | q    |
| 12   | A      | Ben Broeders           | Belgio      | -    | o    | xxx  |      | 5,35 m | q    |
| 12   | B      | Karsten Dilla          | Germania    | -    | o    | xxx  |      | 5,35 m | q    |
| 12   | B      | Jan Kudlicka           | Rep. Ceca   | -    | o    | -    | x-   | 5,35 m | q    |
| 12   | B      | Piotr Lisek            | Polonia     | -    | o    | xxx  |      | 5,35 m | q    |
| 12   | B      | Paweł Wojciechowski    | Polonia     | -    | o    | xxx  |      | 5,35 m | q    |
| 17   | B      | Luke Cutts             | Regno Unito | xxo  | o    | xxx  |      | 5,35 m |      |
| 17   | B      | Menno Vloon            | Paesi Bassi | xxo  | o    | xxx  |      | 5,35 m |      |
| 19   | A      | Michal Balner          | Rep. Ceca   | -    | xo   | xxx  |      | 5,35 m |      |
| 19   | B      | Diogo Ferreira         | Portogallo  | o    | xo   | xxx  |      | 5,35 m |      |
| 19   | A      | Rasmus Jørgensen       | Danimarca   | o    | xo   | xxx  |      | 5,35 m |      |
| 19   | B      | Dimítrios Patsoukákis  | Grecia      | -    | xo   | xxx  |      | 5,35 m |      |
| 19   | A      | Tobias Scherbarth      | Germania    | -    | xo   | xxx  |      | 5,35 m |      |
| 24   | A      | Dominik Alberto        | Svizzera    | o    | xxx  |      |      | 5,15 m |      |
| 24   | B      | Eirik Greibrokk Dolve  | Norvegia    | o    | xxx  |      |      | 5,15 m |      |
| 24   | A      | Lukáš Posekaný         | Rep. Ceca   | o    | xxx  |      |      | 5,15 m |      |
| 27   | A      | Didac Salas            | Spagna      | xo   | xxx  |      |      | 5,15 m |      |
| -    | A      | Raphael Holzdeppe      | Germania    |      |      |      |      | dns    |      |

### Finale
| Pos.    | Nome                   | Nazionalità | 5.30 | 5.50 | 5.60 | 5.70 | 5.75 | Misura | Note |
| ------- | ---------------------- | ----------- | ---- | ---- | ---- | ---- | ---- | ------ | ---- |
| Oro     | Robert Sobera          | Polonia     | o    | o    | o    | xxx  |      | 5,60 m |      |
| Argento | Jan Kudlicka           | Rep. Ceca   | o    | o    | xo   | xxx  |      | 5,60 m |      |
| Bronzo  | Robert Renner          | Slovenia    | o    | o    | xxx  |      |      | 5,50 m |      |
| 4       | Ben Broeders           | Belgio      | xo   | o    | xxx  |      |      | 5,50 m |      |
| 4       | Piotr Lisek            | Polonia     | xo   | o    | xxx  |      |      | 5,50 m |      |
| 6       | Mareks Arents          | Lettonia    | o    | xxo  | xxx  |      |      | 5,50 m |      |
| 7       | Karsten Dilla          | Germania    | o    | xxx  |      |      |      | 5,30 m |      |
| 7       | Konstadínos Filippídis | Grecia      | o    | xxx  |      |      |      | 5,30 m |      |
| 7       | Ivan Horvat            | Croazia     | o    | xxx  |      |      |      | 5,30 m |      |
| 7       | Paweł Wojciechowski    | Polonia     | o    | xxx  |      |      |      | 5,30 m |      |
| 11      | Arnaud Art             | Belgio      | xo   | xxx  |      |      |      | 5,30 m |      |
| 11      | Adrián Vallés          | Spagna      | xo   | xxx  |      |      |      | 5,30 m |      |
| 13      | Stanley Joseph         | Francia     | xxo  | xxx  |      |      |      | 5,30 m |      |
| -       | Renaud Lavillenie      | Francia     | -    | -    | -    | -    | xxx  | nm     |      |
| -       | Kévin Menaldo          | Francia     | -    | xxx  |      |      |      | nm     |      |
| -       | Melker Svärd Jacobsson | Svezia      |      |      |      |      |      | dns    |      |